# Poecilafroneta
Poecilafroneta is een geslacht van spinnen uit de familie hangmatspinnen (Linyphiidae).

## Soorten
De volgende soorten zijn bij het geslacht ingedeeld:
- Poecilafroneta caudata Blest, 1979